# Prefettura di Kavala
La prefettura di Kavala (in greco Νομός Καβάλας?; in albanese: Kavalla) è una delle cinque prefetture in cui era suddivisa la regione della Macedonia Orientale e Tracia, abolita a partire dal 1º gennaio 2011 a seguito dell'entrata in vigore della riforma amministrativa detta Programma Callicrate. Il territorio della prefettura è ora diviso tra le unità periferiche di Kavala e Taso
Il capoluogo era la città di Kavala.
La prefettura di Kavala confina con le altre prefetture di Serres ad ovest, Drama a nord e Xanthi ad est, mentre sul lato meridionale è bagnata dal Mare Egeo. Alla prefettura appartiene anche l'isola di Taso.
Il capoluogo Kavala è la città natale del condottiero di origine albanese e re d'Egitto Mehmet Ali.

## Geografia antropica

### Suddivisioni amministrative
Dal 1997, con l'attuazione della riforma Kapodistrias, la prefettura di Kavala era suddivisa in 11 comuni
| comuni         | codice YPES | capoluogo (se diverso) | codice postale | prefisso tel. |
| -------------- | ----------- | ---------------------- | -------------- | ------------- |
| Chrysoupoli    | 2311        |                        | 642 00         | 25920-2       |
| Eleftheres     | 2301        | Nea Peramos            | 640 07         | 25940-2       |
| Eleftheroupoli | 2302        |                        | 641 00         | 25940-2       |
| Filippoi       | 2310        | Krinides               | 640 03         | 2510-51       |
| Kavala         | 2304        |                        | da 650 a 655   | 2510          |
| Keramoti       | 2305        |                        | 640 11         | 25910-5       |
| Oreino         | 2306        | Lekani                 | 640 09         | 25910-5       |
| Orfani         | 2307        | Galipsos               | 640 08         | 25920-4       |
| Pangaio        | 2308        | Nikisiani              | 640 01         | 25920-6       |
| Piereis        | 2309        | Moustheni              | 640 08         | 25920-9       |
| Taso           | 2303        |                        | 640 04         | 25930-2       |